# Muraltia filiformis
Muraltia filiformis är en jungfrulinsväxtart som först beskrevs av Carl Peter Thunberg, och fick sitt nu gällande namn av Dc.. Muraltia filiformis ingår i släktet Muraltia och familjen jungfrulinsväxter. Utöver nominatformen finns också underarten M. f. caledonensis.